# ESE 11–16
Die beiden normalspurigen Tenderlokomotiven ESE 11–16 der Eisern-Siegener Eisenbahn (ESE) waren Dampflokomotiven für den schweren Güterzugbetrieb und wurden von Jung 1923–1935 gebaut. Sie waren bis 1961 bei der Gesellschaft in Betrieb. Danach wurden sie an verschiedene Zechenbahnen weitergegeben. Es ist keine Lokomotive erhalten geblieben.

## Geschichte
Für den umfangreichen Güterverkehr auf der Eisern-Siegener Eisenbahn, bei der auf in der Straße verlegten Gleisen Güterzüge mit einer Last von bis zu 1000 Tonnen gezogen werden mussten, benötigte die Gesellschaft stärkere Lokomotiven, als wie es die bisher verwendeten Maschinen der Reihe T 3 waren. Die ESE bestellte bei Jung mehrere laufachslose vierachsige Lokomotiven, die für Nassdampf ausgelegt waren. Die ersten beiden Lokomotive wurden 1923 ausgeliefert und als ESE 11 sowie 12 bezeichnet. Anders als bei ELNA-Lokomotiven wurden die zum Wasserkastenrahmen zusätzlichen seitlichen Wasserkästen als stehende Behälter in der Höhe der seitlichen Wasserkästen angebaut. Die Radreifen waren aus besonderem Stahl von Krupp hergestellt.
1925 wurden zwei weitere Lokomotiven, ESE 13 und 14, angeliefert, 1926 folgte die ESE 15 und die letzte 1935 die ESE 16. Zwischen den einzelnen Lieferungen gab es kleinere Abweichungen in der Ausführung. So hatte die ESE 16 eine Länge über Puffer von 10.900 mm und war z. T. in Schweißausführung hergestellt. Die sechs Lokomotiven, die hauptsächlich im Güterzugdienst und fallweise im Personenzugdienst eingesetzt wurden, wurden erst Anfang der 1960er Jahre durch Diesellokomotiven der Reihe Jung R 42 C ersetzt.
Die Lokomotiven wurden an Zechenbahnen abgegeben. Die ESE 11 sowie 12 kamen zur Zeche Ewald, die ESE 13 zu einer Hütte in Wehbach, die ESE 14–15 zur Zeche König Ludwig und die ESE 16 zur Zeche Recklinghausen.
Nur von der ESE 16 ist bekannt, dass sie von der RAG Aktiengesellschaft als Recklinghausen 2 übernommen, aber nicht mehr umgezeichnet wurde. Die Lokomotive war bis 1972 im Einsatz und wurde dann ausgemustert sowie verschrottet.

## Konstruktion
Die Lokomotiven galten als sehr leistungsfähig und waren preiswert in der Unterhaltung.
Sie besaßen einen Blechrahmen, der stellweise als Wasserkastenrahmen ausgebildet war. 2/3 der Wasservorräte waren dort gebunkert, der Rest in kleinen, vom Führerhaus etwas entfernt angeordneten Behältern. Durch diese Anordnung waren die Wartungsarbeiten am Stehkessel erheblich vereinfacht. Die Kohlen wurden hinter dem Führerhaus gebunkert. Im Rahmen waren die zweite und vierte Achse mit einem Seitenspiel von ±20 mm, die anderen Achsen fest gelagert.
Der Kessel war in einfacher Bauart erstellt und besaß einen großen Wasser- sowie Dampfraum. Gespeist wurde er von zwei Strahlpumpen Bauart Strube, außerdem besaß er einen Abdampfvorwärmer Bauart Werle. Die Dampfmaschine wurde von einer Heusinger-Steuerung mit Hängeeisen und Steuerspindel gesteuert. Sie besaß einfache Kolbenschieber.
Die Lokomotiven besaßen indirekte Bremsen als Druckluftbremse von Knorr eine Handbremse. Mit zwei Sandkästen konnten die erste sowie die dritte Achse beidseitig gesandet werden. Wegen der Stadtdurchfahrten hatten sie außer dem Dampfläutewerk eine Glocke mit Seilzug an der Führerhausrückwand. Sie besaßen Spurkranznäßeinrichtungen für das Befahren besonders verschmutzter Rillenschienen im Straßenplanum.